# Rubikon (album)
Rubikon je čtvrté studiové album hudební skupiny Kryštof. Po předešlém albu Mikrokosmos se kapela rozhodla vytvořit odlehčenější a hitovější album, což kritika přijala na jedné straně s povděkem, na straně druhé byla kapela osočena z podbízení se posluchačů.
Album bylo nahráno od dubna do května 2006 v bratislavském Studiu La Creative ve studiu Richmond v Krkonoších a mícháno v červnu a červenci ve studiu Soundsquare. Hudební produkce se ujali Richard Krajčo, Slavo Solovic a Milan Adamec.

## Singly
- Rubikon
- Svědomí
- Sněhurky

## Seznam skladeb

### CD
1. Potok lávový (text: Richard Krajčo; hudba: Tomáš Roreček) - jako host Ondřej Brzobohatý (fender piano)
2. Rubikon (text: Richard Krajčo; hudba: Richard Krajčo, Tomáš Roreček)
3. Lampion (text: Evžen Hofmann, Nikos Grigoriadis, Richard Krajčo; hudba: Richard Krajčo)
4. Sněhurky (text: Evžen Hofmann, Nikos Grigoriadis, Richard Krajčo; hudba: Richard Krajčo) - jako host Marpo (rap)
5. Kryštof (text a hudba: Richard Krajčo)
6. Chmýří (text a hudba: Richard Krajčo)
7. Svědomí (text a hudba: Richard Krajčo)
8. Revizor (text: Nikolaj Atanasov Arichtev, Richard Krajčo; hudba: Pavel Studnik) - jako host Danica Jurčová (zpěv), ve skladbě použita zvuková ukázka z filmu Hrubeš a Mareš jsou kamarádi do deště
9. Ostravaczech (text: Richard Krajčo; hudba: Richard Krajčo, Tomáš Roreček)
10. Jízda v protisměru (text: Richard Krajčo; hudba: Richard Krajčo, Tomáš Roreček)
11. První veselá (text: J. A. Aubert; hudba: Marek Dohnal, Richard Krajčo, Tomáš Roreček)

### CD-ROM
Vzhledem k propojení se společností Sony Ericsson obsahuje CD také flashovou prezentaci s přístupem k vyzváněcím melodiím, schématy a tapetami pro telefony Sony Ericsson a dále pak zpěvníkem s akordy (ten je na CD i ve formátu pdf.

## Hosté
Na albu se kromě členů skupiny Kryštof podílela i řada hostů:
- Ondřej Brzobohatý (fender piano ve skladbě Potok lávový)
- Marpo (hiphopman ve Sněhurkách)
- Danica Jurčová (zpěv ve skladbě Revizor)
- Milan Adamec (housle)
- Slavo Solovic (housle)
- Júlia Žatková (viola)
- Jan Pospíšil (cello)
- František Gajdošík (přenos dat mezi Bratislavou a Prahou]

## Produkce
- Hudební produkce: Milan Adamec, Richard Krajčo, Slavo Solovic
- Programing: Slavo Solovic; Richard Krajčo (Chmýří)
- Aranže: Kryštof, Slavo Solovic, Milan Adamec

## Turné
Sony Ericsson Kryštof Rubikon Tour proběhlo koncem roku 2006 a mělo celkem 11 zastávek. Jako předkapely vystoupily skupiny Prowizorium a PEHA. Hlavní atrakcí byla dvoumetrová pohyblivá kostka, v níž se nad hlavami publika vznášel Richard Krajčo.
| Město            | Datum        | Místo konání          |
| ---------------- | ------------ | --------------------- |
| Plzeň            | 4. 11. 2006  | TJ Lokomotiva         |
| Zlín             | 10. 11. 2006 | Městská hala Novesta  |
| Jihlava          | 11. 11. 2006 | Sportovní hala        |
| Brno             | 16. 11. 2006 | Sportovní hala Vodova |
| Ostrava          | 18. 11. 2006 | ČEZ Aréna             |
| Liberec          | 24. 11. 2006 | Tipsport Aréna        |
| Pardubice        | 25. 11. 2006 | ČEZ Aréna             |
| Olomouc          | 1. 12. 2006  | KD Sidia              |
| České Budějovice | 2. 12. 2006  | KD Vltava             |
| Litvínov         | 8. 12. 2006  | Sportovní hala Koldům |
| Praha            | 9. 12. 2006  | T-Mobile Arena        |

## Ocenění
V únoru 2007 zveřejnila Akademie populární hudby nominace na Anděla 2007. Skupina Kryštof byla nominovaná celkem ve čtyřech kategoriích - jako skupina roku; Rubikon pak jako album roku v kategorii pop & dance a v kategorii nejlepší zvuková nahrávka. Titulní píseň Rubikon pak jako skladba roku. Vyjma kategorie nejlepší zvuková nahrávka (za tu bylo oceněno album Watching Black od Ecstasy of Saint Theresa) proměnila kapela všechny nominace.